# Medmassa semiaurantiaca
Medmassa semiaurantiaca là một loài nhện trong họ Corinnidae.
Loài này thuộc chi Medmassa. Medmassa semiaurantiaca được Eugène Simon miêu tả năm 1910.